# الحد من وطأة الانحياز المعرفي
تهدف طرق الحد من وطأة الانحياز المعرفي إلى منع وتخفيف الآثار السلبية للانحيازات المعرفية –وهي مؤثرات تلقائية لاشعورية تؤثر بالسلب على حكم الإنسان وإتخاذ القرارات، مما يدفع بالإنسان إلى ارتكاب أخطاء إستدلالية.
ونادرًا ما قد نجد نظرية شاملة موحدة في التعامل والحد من تأثير الانحيازات المعرفية. وتختص هذه المقالة بذكر أدوات التخفيف من آثار تلك الانحيازات، والطرق والأطروحات والمبادرات الأخرى في المجالات الأكاديمية والمهنية والتي تهتم بدراسة كفاءة قدرة الاستدلال البشري، التي تقترن بالانحيازات المعرفية وطرق الحد منها. وبذلك نرى أن معظم تلك النظريات تتعامل مع تلك المسألة بشكل ضمني عوضًا عن مواجهتها مباشرة.
ساهم النقاش الدائم حول قدرة البشر على اتخاذ القرارات على تطور النظريات والمناهج التي تعني بالحد من الانحيازات. ويتجلى لنا من هذا النقاش التباين الواضح بين النموذج المثالي المتمثل في العامل الاقتصادي العقلاني، وبين الإنسان المقيد باحتياجاته الاجتماعية ودوافعه الشخصية. وكذلك نرى التباين واضحًا بين الطرق التي تسعى إلى تحليل وتوقع تصرفات البشر وعملية اتخاذ القرارات، وبين الطرق التجريبية (التي تعتمد على الحدس المهني) والتي تركز على الحالات العاطفية بصفة أكبر. وتختص هذه المقالة بالمواضيع التي يحوم حولها هذا النقاش.

## إطار النقاش
من خلال عدد ضخم من الأدلة تم إثبات أن السمة المشتركة التي تتميز بها الانحيازات المعرفية أنها تظهر بشكل تلقائي ولاشعوري على نطاق واسع من عمليات الاستدلال البشرية. وبالتالي فحتى وإن كان الإنسان واعيًا بوجود هذه الانحيازات، فهيهات له أن يرصدها في تصرفاته، ناهيك عن أن يحد منها بمساعدة عقله الواعي فحسب.

## تأثير الانحيازات المعرفية في العالم الواقعي
وتوجد عدة دراسات تربط بشكل صريح بين الانحيازات المعرفية وبين وقائع حدثت في العالم الواقعي آلت إلى نتائج سلبية. ومن أمثلتها:
- تناولت إحدى الدراسات[12] الانحياز المعرفي بصفته عامل محتمل في حدوث مشاكل على مستوى كارثي. حيث بحثت تلك الدراسة في أسباب فقدان عدة أفراد خلال يومين متتاليين من مجموعتين في رحلة استكشافية أعلى جبل إفرست عام 1996. وتوصلت تلك الدراسة إلى أن عدة انحيازات معرفية كان لها دورًا في تطور الوضع على الجبل، إلى جانب ردود أفعال بشرية أخرى. فقد كانت هذه الحادثة مثالًا على وجود أشخاص محترفين ومخضرمين ومدربين على أعلى مستوى، إلا أنهم خالفوا قواعد مهنتهم. وقد نستنتج من الأدلة المعطاة أن أفعالهم كانت تحت تأثير الثقة المبالغة، ومغالطة التكلفة الغارقة، ومغالطة الاعتماد على الحدس، وربما عدة انحيازات أخرى. ونتيجة لذلك لاقى 5 أشخاص (ومن بينهم قائدا المجموعتين) حتفهم بالرغم من تلقيهم تحذيرات إرشادية قبل طلوع الجبل وفي أثناءه. وإلى جانب الأخطاء التي ارتكبها قادة الرحلة، فقد عدل بقية أعضاء المجموعة عن الإصرار على إتباع الإرشادات والقواعد، وذلك على الرغم من معرفتهم بالأخطار التي قد تلحق بهم إذا ما أذعنوا إلى قرارات قادتهم.
- وفي إحدى الدراسات حول موقع «MarketBeat» (وهو موقع إلكتروني يزعم أنه يساعد مستخدميه في إتخاذ قرارات اقتصادية سليمة من خلال متابعة تطورات السوق)، توصل الباحثون الألمان إلى دور الانحيازات المعرفية المحتمل في حدوث الأزمة الاقتصادية العالمية بداية من عام 2007.[13] حيث استنتج الباحثون أن الخبرة العريقة التي كان يتمتع بها خبراء البورصة والتجار جعلتهم يتجاهلون العلامات المميزة التي تخالف توقعاتهم واعتقادهم بأن الوضع الراهن سوف يظل كما هو. فقد تأثرت عقولهم بحالة مستعصية من الانحياز التأكيدي، وبالتعاون مع تأثير الثقة المبالغة وانحياز الوضع الراهن، فقد حجبت كل هذه العوامل العلامات التي تشير إلى انهيار اقتصادي عن أعين الخبراء، حتى وإن كانت ظاهرة جلية أمام العامة من الناس.
- وبصفة مماثلة تتضح الرؤية في أحد الأوراق البحثية المنشورة من قبل دانيال كانمان (عالم الاقتصاد حائز على جائزة نوبل)،[14] والتي وضح فيها أن أداء المديرين الماليين المخضرمين لا يختلف كثيرًا عن الحظ. وذلك إلى حد كبير بسبب كل العوامل المذكورة في الفقرة السابقة. وقد أشار كانمان إلى تلك الظاهرة باسم «وهم المهارة».

وهنالك العديد من الامثلة الجمة على حوادث توصلت التحقيقات حولها أن الخطأ البشري كان السبب المركزي في حدوث نتائج كارثية محتملة أو مؤكدة. ويُعد تأثير الانحيازات المعرفية تفسيرًا منطقيًا في مثل هذه الظروف. ومن بين هذه الأمثلة:
- حادثة «طيران كندا رحلة رقم 143»[15] (أو ما تعرف أيضًا بـ«Gimli Glider»): في يوليو 23، عام 1983، نفد الوقود من الطائرة المتجهة من مونتريال إلى إدمونتون وهي تحلق على ارتفاع 41,000 قدمًا (12,500 مترًا) فوق مقاطعة مانيتوبا، وذلك بسبب خطأ في حساب الوقود اللازم قبل الانطلاق. وبعد التحقيقات حول هذه الحادثة، تبين لنا أن سببها هو أن الطاقم البري تصرف بناءً على سلسلة من الافتراضات غير المؤكدة. واستطاع طاقم الطيران إنقاذ الطائرة بركابها بعدما نجحوا في تحديد موقع مدرج هبوط مهجور تابع للقوات الكندية الجوية بالقرب من جيملي، مانيتوبا، علمًا بأن كلًا من الراديو والرادار وجميع وسائل الملاحة المساعدة لم تكن تعمل نظرًا لغياب الطاقة، ولم يكن بيد طاقم الطائرة حيلة سوى أنظمة التحكم اليدوية. ومع غياب طاقة المحرك، ومع وجود نظام المكابح اليدوية فقط، تمكن الطيار من عملية الهبوط بنجاح، واستطاع أن يوقف الطائرة بدون أي خسائر في الأرواح (61 راكب بالإضافة إلى طاقم الطائرة). ونجحت عملية الهبوط نتيجة لمهارة الطيار أولًا (فقد كان لديه خبرة في التعامل مع مثل هذه الظروف)، وبفضل الحظ الجيد ثانيًا (فقد تصادف أن طاقم الطائرة يعرف بوجود مدرج الهبوط المهجور). لم يلق أحد مصرعه في هذه الرحلة، والأضرار التي لحقت بالطائرة كانت متواضعة. وبفضل نجاة طاقم الطائرة الذي أدرك جسامة الخطأ المرتكب، تم إعلام السلطات المعنية بأسباب الحادثة والإصلاحات اللازمة في إجراءات تزويد الطائرات بالوقود.
- ضياع «مسبار المريخ المداري»:[16] في سبتمبر 23، عام 1999، كان المسبار يحلق على ارتفاع منخفض جدًا من المريخ، ومن ثم فُقِد أثره. وقد وصفت ناسا سبب الحادثة الممنهج بالفشل النظامي، حيث أن الأسباب المباشرة لهذا الحادث أن عدة فرق مساهمة في تلك المهمة تصرفت بناءً على افتراضات غير مؤكدة بخصوص الخلط بين الوحدات المترية والوحدات البريطانية المستخدمة في عدة أنظمة على متن تلك المركبة. ولك أن تتخيل أن حشدًا من الانحيازات المعرفية كان تلعب دورها في تطور هذا الموقف، ومنها: الانحياز التأكيدي، وانحياز الإدراك المتأخر، وتأثير الثقة المبالغة، وانحياز المعرفة الفورية، وكذلك أيضًا النقطة العمياء للتحيز (وهو أن يتهم أحدهم غيره بالوقوع في انحيازات معرفية دون أن يدرك انحيازاته الخاصة).
- حادثة منجم سوليفان:[17] التي وقعت في مايو 18، عام 2006، وفيها توفي اثنان من خبراء حفر المناجم، وكذلك اثنان من أطباء الإسعافات بداخل منجم سوليفان المهجور الواقع في كولومبيا البريطانية، كندا، وذلك على الرغم من التدريبات التي تلقوها عن الإجراءات الوقائية. وقد كان الحادث نتيجة عدم إدراكهم أنهم كانوا تحت ظروف مهددة للحياة، رغم أنه بعد التفكير مليًا في الحادث، كانت هذه الظروف واضحة تمامًا أمامهم. ولقى أول الضحايا حتفه بعدما تعذر عليه أن يميز الجو الخانق في قاع البركة الواقعة داخل سقيفة العينات، والتي يمكن الوصول إليها بواسطة سلم متنقل. ومن ثم لاقى الثلاثة الآخرون مصرعهم بنفس الكيفية تمامًا، حيث أن كلًا منهم تجاهل جميع الأدلة التي أدت إلى وفاة الضحية التي سبقته إلى قاع البركة. وتأثير الانحياز التأكيدي وحده كفيل بجعلهم يتخذون هذا القرار الطائش، ولكن من المرجح كذلك أن تأثير بعض الانحيازات الأخرى كان له دوره في الحادث.
- حادثة فشل نظام إسعاف لندن عام 1992: وفيها تعطلت عدة أنظمة إسعاف حاسوبية، مما أدى إلى تأخر وصول سيارات الإسعاف إلى الموقع، حيث تم الإبلاغ عن عدة حالات وفاة بسبب هذه التأخيرات. وكان تأثير هذا العطب النظامي جسيمًا، حيث أن الإسعاف كان يتأخر أحيانًا لمدة تصل إلى 11 ساعة مما أدى إلى ما يقارب 30 حالة وفاة كان يمكن منعها، بالإضافة إلى المئات من الإجرائات الطبية المتأخرة.[17] وتعد هذه الحادثة مثالًا على مشاريع تطوير أنظمة حاسوبية ضخمة تظهر عليها عدة عيوب جسيمة من حيث التخطيط، والتصميم، والتنفيذ، والاختبار، والتوظيف، والصيانة الدورية.[18][19]
- يروي أتول قواندي (أحد المحترفين البارزين في المجال الطبي) نبأ المبادرة التي نُفذت في أحد المستشفيات الكبرى في الولايات المتحدة، وذلك بعدما أظهرت نتائج اختبارات الجودة أن الجراحين كانوا يتناسون أحد الإجراءات الوقائية الخمسة على الأقل في ثلث العمليات الجراحية. وبناءً عليه تكلف الممرضين مسؤولية مراقبة وملاحقة الجراحين الذين يتناسون أي خطوات لازمة من بين قائمة الإجراءات الموجهة نحو تقليل معدل الإصابة بالعدوى. ونتيجة لهذا الإصلاحات الإدارية، فقد انخفض معدل حدوث العدوى من 11% إلى 0%، وتم تفادي حدوث 8 حالات وفاة، بالإضافة إلى تجنب خسائرمالية تقدر بمليوني دولا.
- وبالإضافة إلى القائمة السابقة، فهنالك العديد من الأمثلة التي لا تحصى عن الأخطاء البشرية والانحيازات المعرفية التي تسببت أو كان يمكن أن تتسبب في وقوع خسائر جسيمة، مثل: حادثة الانصهار النووي في مفاعل جزيرة ثري مايل، حادثة فقدان مكوك تشالينجر، انفجار مفاعل تشيرنوبل النووي، سقوط طائرة ركاب إيران للطيران، والاستجابة غير ملائمة لكارثة إعصار كاترينا، والقائمة تطول.

وجميع الانحيازات المعرفية التي نعرفها حتى الآن، والتي تقارب في عددها المائة، من المحتمل أن تتسبب في وقوع نتائج سلبية، إلا أنها نادرًا ما تكون بنفس جسامة وخطورة الأمثلة السابق ذكرها. وإليك قائمة مختارة من أشهر الأمثلة على تلك الانحيازات وأكثرها شيوعًا بناءً على الدراسات المتعددة:
- الانحياز التأكيدي: وهو ميل الفرد إلى انتقاء المعلومات التي تعزز أو تدعم نظرياته أو معتقداته المسبقة، وتجاهل جميع المعلومات والدلائل التي تتناقض معها. على سبيل المثال: الإنصات إلى طرف واحد فقط في النقاشات السياسية، أو رفض القبول بحقيقة أن الوظيفة التي تعمل بها صارت غير مطلوبة.
- تأثير سياق الكلام: وهو ميل الفرد إلى أخذ أحكام وقرارات بناءً على الطريقة التي استقبل بها المعلومات والمعطيات، وليس بناءً على محتواها الحقيقي. فمثلًا، قد يمتنع أحدهم عن إجراء عملية جراحية ما بعدما يخبره أحدهم أن هذه العملية قد تفشل بنسبة 10%، وذلك رغم أنه قد يقتنع بذات العملية عندما يعرف أن نسبة نجاحها 90%، أو عندما يمتنع أحدهم من أن يوافق على اختيار «متبرع أعضاء» أثناء إجراءات تجديد رخصة القيادة عند علمه بأن الاختيار الافتراضي هو «كلا».
- انحياز الارتساء: وهو ميل الفرد إلى التشبث بأول ما يتلقى من المعلومات، والاستناد عليها في إتخاذ القرارات بصفة مبالغ فيها. فمثلًا: قد يقتنع أحدهم على الفور بالسعر الذي يمليه عليه سمسار العقارات دون أن يتحقق من القيمة الحقيقية للعقار.
- مغالطة المقامر (أو انحياز التكلفة الغارقة): هو عندما يتعذر على أحدهم أن يراجع توقعاته وتطلعاته عندما ينقلب به الحال. فمثلًا: قد يشتري أحدهم جزءًا كبيرًا من أسهم شركة معينة، ومن ثم يكتشف أنها على حافة الخسارة العاجلة، لكنه يرفض أن يبيع حصصه من الأسهم خوفًا من ضياع استثماراته. أو عندما يصر أحدهم أن يشاهد فيلمًا لا يعجبه لا لشئ سوى أنه دفع ثمن التذكرة بالفعل ولا يريد أن يخسر شيئًا، رغم أنه سواء شاء أن يشاهد الفيلم أم لا فذلك لا يغير من قيمة التكلفة غير المستردة. أو عندما يصر أحدهم أن يستمر في لعب القمار رغم أنه خسر الكثير من المال بالفعل.
- انحياز التجارب التمثيلية: هو ميل الفرد إلى أن يصدر أحكامًا بشأن انتماء فرد ما إلى طائفة معينة بناءً على عدة صفات ظاهرية، وذلك دون أن يتحقق من معدل ظهور تلك الصفات. فمثلًا: قد يعتقد أحدهم أنه من المحال أن ينتهي به المطاف مدمنًا للكحوليات لأنه يفتقر إلى بضعة سمات من الصورة النمطية عن مدمن الكحول. أو قد يعتقد شخص آخر أنه من المحتمل أن يفوز باليناصيب لأنه اشترى التذاكر من نفس البائع الذي اشترى منه الفائز باليناصيب السابق.
- تأثير الهالة: هو ميل الفرد إلى تعظيم قدرات شخص ما وإسناد صفات إيجابية غير مؤكدة إليه بناءً على ملاحظة صفة أو قدرة معينة. فمثلًا: قد يظن البعض أن الشخص الذي يتمتع بالطول والوسامة هو بالضرورة شخص ذكي وطيب.
- انحياز الإدراك المتأخر: هو عندما يظن أحدهم بأن قراراته وآرائه كانت صائبة من البداية بعد وقوع حدث مهم، رغم أنها لم تكن كذلك. فمثلًا: قد يزعم أحدهم أنه أول من كان يتوقع خسارة فريق فانكوفر في كأس

ستانلي عام 2011 (فقد خانته الذاكرة وجعلته يظن حقًا أنه فعلا ذلك حقًا حتى وإن لم يفعل). أو عندما يتشدق أحدهم بأنه «وحده من كان يعرف أسباب وقوع الأزمة الاقتصادية من البداية ولكن لم يصدقه أحد».
- انحياز المعرفة الفورية: هو ميل الفرد إلى تصديق الأحداث التي يتذكرها بسهولة عوضًا عن تلك التي ليست حاضرة في ذهنه. فمثلًا: عندما يؤكد أحد أعضاء الاجتماع أن كل المعلومات التي سوف تقال مملة للغاية، وذلك بناءً على آخر اجتماع حاضر في ذهنه (حتى وإن كان موضوع الاجتماع السابق مختلف).
- تأثير الرواج (أو تأثير عربة السيرك المتحركة): هو ميل الفرد إلى الانصياع إلى الآراء والمعتقدات الرائجة أو الشعبية، أو إتباع معتقدات الآخرين دون تفكير. فمثلًا: قد يصوت أحدهم لأحد المرشحين لمنصب سياسي لا لشئ سوى أن والده كان يؤيد الحزب المنتمي لهدون انقطاع. أو عندما يمتنع أحدهم من مواجهة المتنمرين لا لشئ سوى أن زملائه واقفين لا يحركون ساكنًا مثله تمامًا.

## الطرق الحديثة
يعكف عدد متزايد من الأكاديميين والمجالات المهنية على إيجاد طرق للحد من تأثير الانحيازات المعرفية. وما يلي هو وصف شامل لجميع الافتراضات، والنظريات، والطرق، والنتائج المدروسة في المجالات المهتمة بدراسة قدرات الإنسان الإستدلالية، والتي تعني من قريب أو من بعيد بالحد من تأثير الانحيازات المعرفية من حيث المبدأ والتطبيق. ونرتيب الملخص التالي يعتمد على تطور تلك الأساليب والنظريات عبر التاريخ، إلأ أنها في الواقع قد تتشابك مع بعضها بشكل ملحوظ.

### نظرية القرار
نظرية القرار هي علم يعود في جذوره إلى علم الاقتصاد الكلاسيكي المستحدث، وهو يقتصر في مجال اختصاصه على قدرات الإستدلال البشرية، والأحكام، والاختيارات، والقرارات التي قد يتخذها المرء تحت ظروف مختلفة. وأساس النظرية يعتمد على تصور وتوقع تصرف شخص ما إذا ما عرض عليه أن يشارك في لعبة تمنح لاعبيها فرصة واحدة للفوز، وفيها يتعامل طرفين مع بعضهما مع العلم بوجود معطيات مكتملة أو غير مكتملة. والأساس النظري هنا هو افتراض أن جميع المشاركين في اللعبة هم أمثلة على العامل العقلاني المثالي، الذي يسعى بشتى الطرق إلى أعلى مكسب اقتصادي ممكن بناءً على الاختيارات المتاحة، وحتى يتحقق له ذلك فهو يستخدم جميع الطرق التحليلية المتاحة مثل الرياضيات، والاحتمالات، والإحصاء، والمنطق، وذلك باستخدام قدرات ذهنية محدودة.
وتهتم نظرية القرار المعيارية بالقرارات التي يجب على الأفراد أن يتخذوها بغرض تحقيق أعلى مكسب أو منفعة. وهذا النهج لا يحاكي بأي شكل من الأشكال العوامل اللاشعورية التي يتحكم بها العقل الباطن (على سبيل المثال: الانحيازات المعرفية)، أي أن تلك النظرية تفترض أن جميع قرارات الأفراد هي قرارات واعية وعقلانية. ومن ثم يتعامل المنخرطون في هذا المجال مع أي حيود عن السلوك المعتاد الذي يسلكه العامل العقلاني على أنها «أخطاء غير عقلانية» وعليه فيجب على متخذي القرار أن يلتزموا بالامتثال إلى النموذج المثالي من العامل العقلاني. إلا أن تلك النظرية لا توفر أي طريقة أو نهج للمساعدة في تحقيق هذا الهدف.
أما نظرية القرار الإيجابية، أو الوصفية، فهي تهتم بدراسة ما يفعله البشر حقًا: حيث أن الممارسين في هذا المجال يقرون بأنه من الصعب التخلي عن تلك التصرفات غير العقلانية. ورغم أن بعضهم يوعزون تلك التصرفات إلى دوافع البشر وانحيازاتهم، إلا أنهم لا يتناولون تلك العوامل بشكل صريح في نظرياتهم.